# Transfiguration (Raffael)

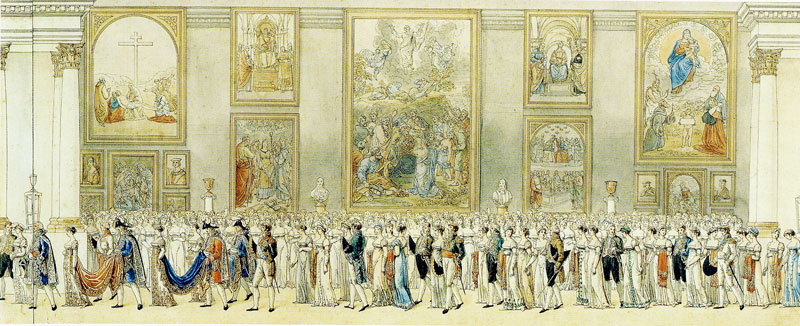
Hochzeitsprozession von Napoleon und Marie-Louise 1810 in der Grande Galerie des Louvre. Im Zentrum Raffaels Transfiguration.

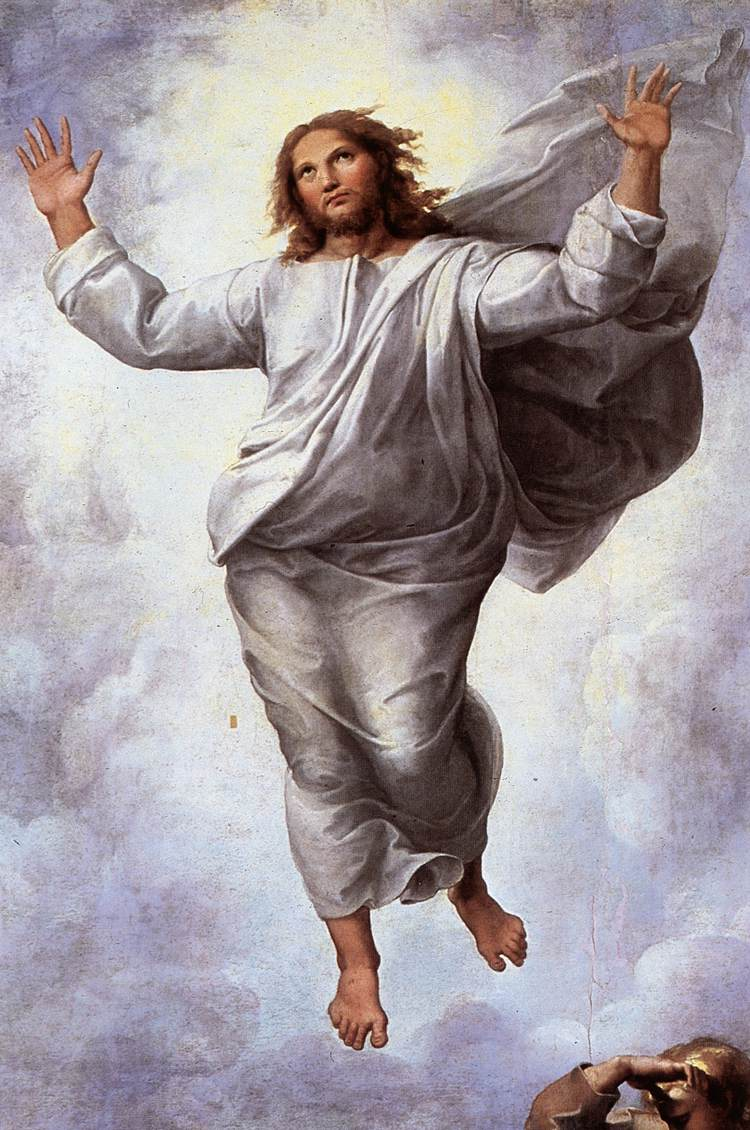
Detail

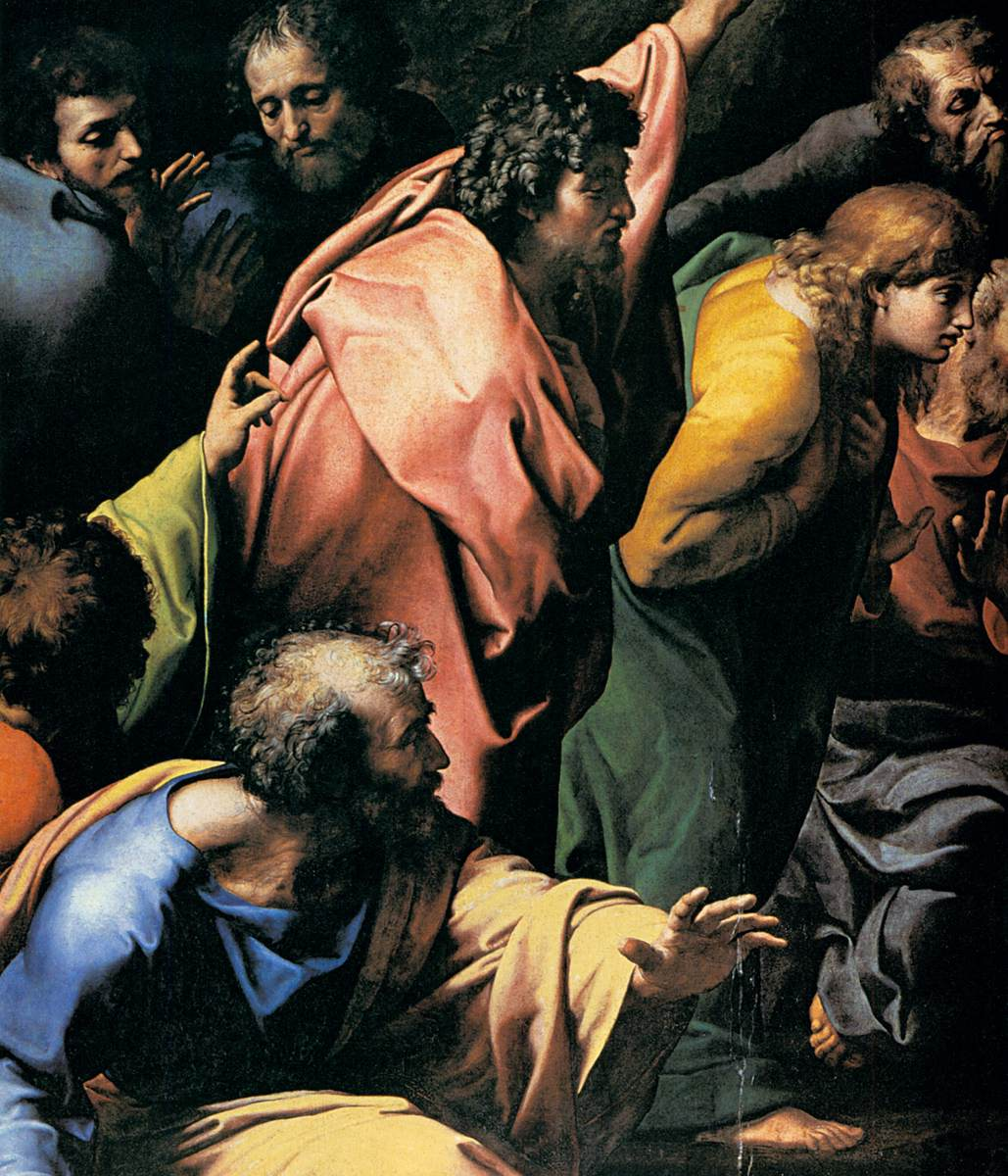
Detail

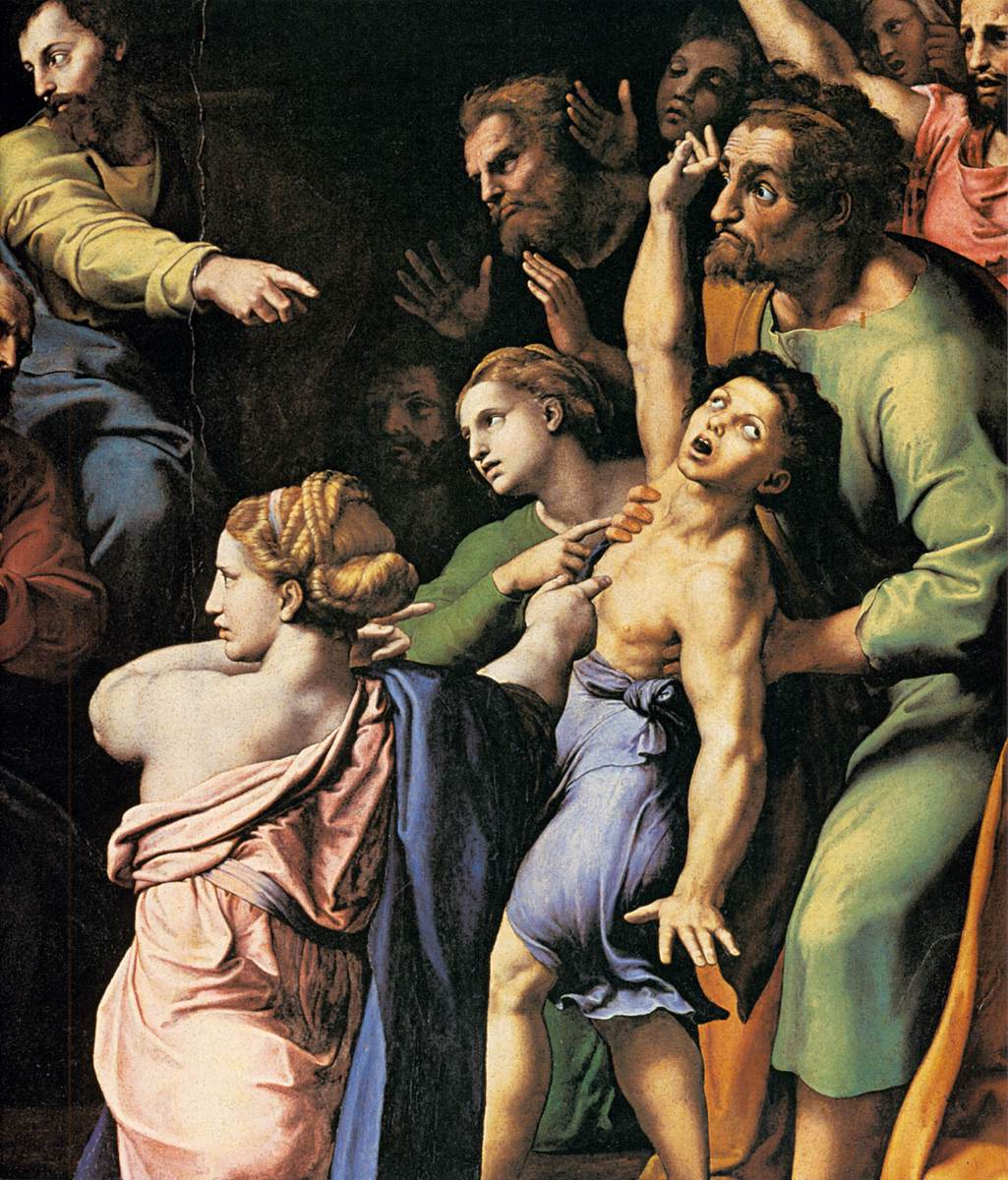
Detail

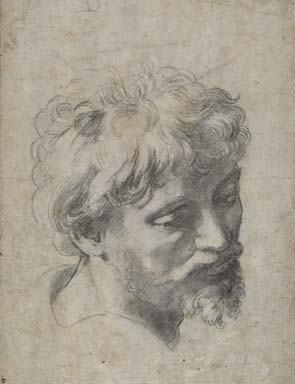
Raffael: Kopf eines jungen Apostels (Hilfskarton für den Apostel am linken Bildrand)

Die Transfiguration (La trasfigurazione) ist das letzte Gemälde des italienischen Malers Raffael, an dem er bis zu seinem Tod 1520 gearbeitet hat. In dem Bild sind in einzigartiger Weise zwei Szenen aus dem Neuen Testament, die Verklärung Christi auf dem Berg Tabor und die Heilung des mondsüchtigen Knaben, in Beziehung gesetzt.
Vom Ende des 16. Jahrhunderts bis zum Beginn des 20. Jahrhunderts galt es als das berühmteste Gemälde der Welt.

## Geschichte
Bestellt wurde das Bild von Giulio de’ Medici, einem Cousin von Papst Leo X. und Vizekanzler des Papstes.
Im Dezember 1516, das spätest mögliche Datum für die Bestellung des Bildes, war Giulio
Bischof in Albi, Ascoli, Worcester und Eger und außerdem seit Februar 1515 Erzbischof von Narbonne. Giulio gab zwei Bilder für die Kathedrale Saint-Juste in Narbonne in Auftrag, eine „Auferstehung des Lazarus“ bei Sebastiano del Piombo und die „Transfiguration“ bei Raffael.
1518 war Sebastianos Bild so gut wie fertig und konnte besichtigt werden, während Raffael kaum angefangen hatte. Als er am 6. April 1520 starb, war das Bild bis auf einige kleinere Stellen vollendet. Wie Vasari berichtet, wurde Raffael in seinem Haus im Borgo unter diesem Bild aufgebahrt, bevor er im Pantheon bestattet wurde. Eine Woche nach Raffaels Tod wurden die beiden Bilder im Vatikan ausgestellt. 
Giulio schickte aber nur eine Kopie nach Narbonne und behielt das Bild für sich selbst, das zunächst in den Palazzo della Cancelleria gebracht wurde. 1523 wurde Giulio als Papst Clemens VII. gewählt. Im gleichen Jahr ließ er die Transfiguration in San Pietro in Montorio aufstellen, wo sie von vielen Romreisenden, die darüber in ihren Tagebüchern oder Briefen berichten, bewundert wurde.
1797, als sich Napoleon im Laufe seines Italienfeldzugs auch des Kirchenstaats bemächtigt hatte, wurde das Bild mit vielen anderen Kunstwerken nach Paris verschleppt. Am 2. Juli 1798, dem 4. Jahrestag nach dem Sturz Robespierres kamen die Kunstwerke, darunter der Apollo von Belvedere, der Laokoon und der so genannte „Kapitolinische Brutus“ in Paris an und wurden begeistert begrüßt. Am 19. Februar 1797 schloss Napoleon mit Pius VI. den Vertrag von Tolentino, in dem auch die Konfiszierung von 100 Kunstwerken aus der Sammlung des Vatikans besiegelt wurde.
Im Juli 1801 wurde das Bild im Rahmen einer Ausstellung in der Großen Galerie des Louvre zusammen mit mehr als 20 Werken Raffaels gezeigt. 1810 besuchten Napoleon und Marie Louise während ihrer Hochzeitsfeierlichkeiten die Galerie. Die Prozession des Paars und seiner Gäste mit der Transfiguration im Zentrum des Bildes ist in einer Zeichnung von Benjamin Zix dokumentiert.
Erst 1815, im Zuge der Neuordnung Europas auf dem Wiener Kongress, wurden durch Napoleon konfiszierte Werke, darunter auch die Transfiguration, dem Vatikan zurückerstattet. Heute wird das Bild in der Pinacoteca Vaticana aufbewahrt.
Zweifel an der Eigenhändigkeit Raffaels, die in der Forschung immer wieder geäußert worden waren, wurden bei der umfassenden Restaurierung des Bildes von 1972 bis 1979 entkräftet. Das Bild ist bis auf einige wenige Stellen im unteren Teil von einer Hand gemalt.

## Ikonografie

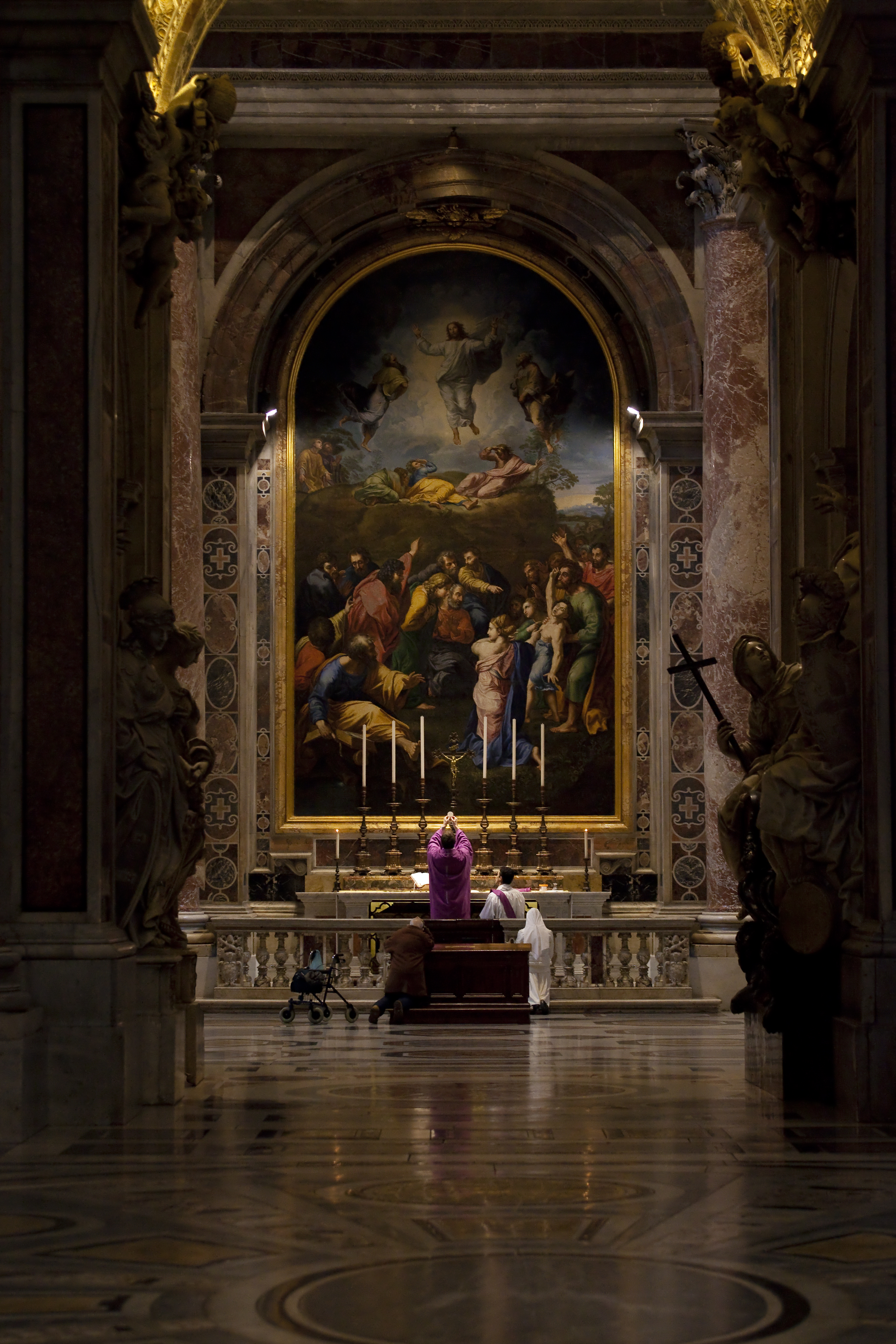
Die ‚Transfiguration‘ als Mosaik im Petersdom

Textquelle für das Bild sind zwei Ereignisse aus dem Neuen Testament, die von den Evangelisten Markus, Matthäus und Lukas erzählt werden: die Verklärung Christi (Mt 17,1–9 ; Mk 9,2–10 , Lk 9,28–36 ) und die Heilung eines besessenen (mondsüchtigen) Jungen (Mt 17,14–21 ; Mk 9,14–20 ; Lk 9,37–43 ).
Im oberen Teil des Bildes wird die Transfiguration selbst gezeigt, die nach der Tradition am – in der Bibel nicht namentlich genannten – Berg Tabor stattfand. Christus, in einem „leuchtend weißen“ Gewand, schwebt in einer mandelförmigen Gloriole aus Licht und Wolken, ihm zur Seite und ebenfalls schwebend der Prophet Elija und Mose mit den Gesetzestafeln im Arm. Die drei Apostel Petrus, Johannes und Jakobus haben sich auf den Boden geworfen und decken ihre Augen gegen das strahlende Licht ab.
Die beiden knienden Betrachter am linken äußeren Bildrand sind wahrscheinlich Justus und Pastor, die Kirchenpatrone der Kathedrale Saint Juste, für die das Altarbild bestimmt war und deren Festtag im Heiligenkalender der Katholischen Kirche auf den 6. August, den „Tag der Verklärung des Herrn“ fällt.
Auf der linken Seite der unteren Bildzone drängt sich eine Gruppe von neun Aposteln, die aufgeregt den Knaben, der offensichtlich gerade einen Anfall erleidet, anstarren. Der im Vordergrund am Ufer eines Tümpels kauernde Apostel in den ikonographischen Farben des Simon Petrus hält einen aufgeschlagenen Kodex in der rechten Hand und schaut fasziniert auf die Szene, während die andere Hand eine distanzschaffende Abwehrbewegung ausführt. Auf der rechten Seite umgibt eine dicht gedrängte Gruppe von sieben Personen, darunter auch die Eltern, den Knaben.
Als Verbindung zwischen den beiden Gruppen fungiert die weibliche Rückenfigur, die ihren Blick über ihre linke Schulter den Aposteln zuwendet, während sie mit dem linken Zeigefinger in die entgegengesetzte Richtung auf den Knaben weist.

## Deutungen
Wie es bei vielen Bildern, die im Italien der Renaissance entstanden sind, der Fall ist, hat Raffaels Transfiguration seit Beginn unterschiedliche Deutungen erfahren, und entzieht sich bis heute einer umfassenden allseits anerkannten Interpretation.
Vordergründig und einfach lässt sich die obere Bildhälfte mit ihren hellen und reinen Farben, der Symmetrie und Harmonie der Bildkomposition und die untere dunkle Bildhälfte, mit ihrer gedrängten Fülle von Menschen, Emotionen und Verwirrungen und den in viele Richtungen sich kreuzenden Kompositionslinien, als Spannungsfeld zwischen der heilenden Kraft des Erlösers und dem Chaos der irdischen Welt deuten. Während die Apostel bei der Heilung des Knaben gescheitert sind (Lk 9,40), bedarf es der Kraft Jesu', auf den der in auffallendes Rot gekleidete Apostel zeigt, den Knaben zu heilen (Lk 9,41–42).

## Kunsthistorische Einordnung
Raffaels Bild verkörpert den Übergang der Malerei von den Formprinzipien der Renaissance in den Manierismus und das Barock. Exemplarisch für den beginnenden Manierismus sind die weibliche Rückenfigur, die mit ihrer Armhaltung eine Figura serpentinata repräsentiert, und die fast spiegelbildlich aufgefasste Figur des mondsüchtigen Knaben. Das bewegt-erregte Agieren der Figuren, das Chiaroscuro, die dramatischen Lichteffekte und Helldunkel-Kontraste von emotionaler Wirksamkeit in der unteren Bildhälfte, nehmen andererseits Elemente des kommenden Barock voraus.

## Rezeption
Die Rezeption des Gemäldes lässt sich außerordentlich gut belegen. Zwischen 1525 und 1935 lassen sich mindestens 229 Schriftquellen nachweisen, die das Gemälde beschreiben, analysieren, kritisieren oder loben. Hinzu kommt eine große Menge an Reproduktionen: Zwischen 1523 und 1913 entstanden mindestens 68 Kopien, 52 grafische Reproduktionen und 32 Grafiken, die Details reproduzieren und sie teilweise in neue Kompositionen überführen. Hinzu kommen Bildzitate in Gemälden und Fresken.
Die ersten Beschreibungen nach dem Tod Raffaels nennen das Gemälde als zwar bewundernswert, dieser Ruhm steigerte sich aber bis zum Ende des 16. Jahrhunderts. Der spanische Humanist Pablo de Céspedes fertigte Notizen auf einer Romreise 1577 an und bezeichnete die Tafel erstmals als das berühmteste Ölgemälde der Welt. Diesen Status konnte das Gemälde für mehr als 300 Jahre behaupten. So beschrieb der Kunstkenner François Raguenet es als das vollendetste Gemälde der Welt aufgrund der Konturzeichnung, der Lichteffekte, der Farben und des Arrangements der Figuren.
Kritik kam von Jonathan Richardson sen. und jun., die den Status des Weltruhms anzuzweifeln wagten: «Celui-cis est assurément le principal Tableau simple qu’il y ait à-present au Monde, & qui peut-être ait jamais été?» Ihrer Meinung nach zerfalle die Komposition in zwei Hälften, außerdem lenke die untere Hälfte von Christus als wichtigstem Bildgegenstand ab. Anstatt aber den Ruhm des Gemäldes zu schmälern, provozierten sie Gegenkritik. Die berühmteste kam von Johann Wolfgang von Goethe, der im Gegenteil beide Bildhälften als komplementär zueinander betrachtete:

„Da war denn des Redens viel; der stillere Teil jedoch ärgerte sich, den alten Tadel von doppelter Handlung wiederholt zu sehen. Es ist aber nicht anders in der Welt, als daß eine wertlose Münze neben einer gehaltigen auch immer eine gewisse Art von Kurs behält, besonders da, wo man in der Kürze aus einem Handel zu scheiden und ohne viel Überlegung und Zaudern gewisse Differenzen auszugleichen gedenkt. Wundersam bleibt es indes immer, daß man an der großen Einheit einer solchen Konzeption jemals hat mäkeln dürfen.“

Goethe beschreibt sodann die beiden Bildhälften und analysiert: „Wie will man nun das Obere und Untere trennen? Beides ist eins: unten das Leidende, Bedürftige, oben das Wirksame, Hülfreiche, beides aufeinander sich beziehend, ineinander einwirkend. Lässt sich denn... ein ideeller Bezug aufs Wirkliche von diesem lostrennen?“ Damit verteidigt Goethe, der die Kunst des Mittelalters geringschätzte oder unbeachtet ließ, die bis zur Malerei der Antike zurückreichende mittelalterliche Tradition der mehrstufigen Szenen mit Argumenten, die er nicht von außen an das Bild heranträgt, sondern aus ihm selbst entwickelt. Goethes Urteil wurde vielfach im 19. Jahrhundert zitiert und seine Autorität als Autor stützte so den Status des Gemäldes.
Während des kurzen Aufenthalts in Paris wurde das Gemälde eine der wichtigsten Attraktionen des Musée Napoleon. Auch in Rom zog es Besucher an, darunter Mark Twain im Jahr 1869: “I shall remember the Transfiguration partly because it was placed in a room almost by itself; partly because it is acknowledged by all to be the first oil painting in the world; and partly because it was wonderfully beautiful.”
Im frühen 20. Jahrhundert verlor die Transfiguration dagegen ihren überragenden Status und den Titel des berühmtesten Gemäldes der Welt. Eine neue Künstlergeneration lehnte Raffael als künstlerisches Vorbild ab. Kopien und Reproduktionen waren kaum mehr gefragt. Während noch im 19. Jahrhundert die Komplexität der Komposition und das Figurenarrangement Lob erfuhren, verkehrte sich dies nun ins Gegenteil. Das Gemälde wurde als überladen empfunden, als zu theatralisch und zu künstlich. Andere Gemälde wie Leonardo da Vincis Mona Lisa konnten geänderte Rezeptionsbedürfnisse weitaus besser bedienen, etwa eine schnelle Erfassbarkeit. Die Transfiguration ist damit ein gutes Beispiel, um die Veränderlichkeit des Ruhms eines Kunstwerks zu belegen, der für Jahrhunderte bestätigt werden kann und bei sich ändernden Rahmenbedingungen in nur kurzer Zeit ebenso verschwinden kann.